# معقولیت

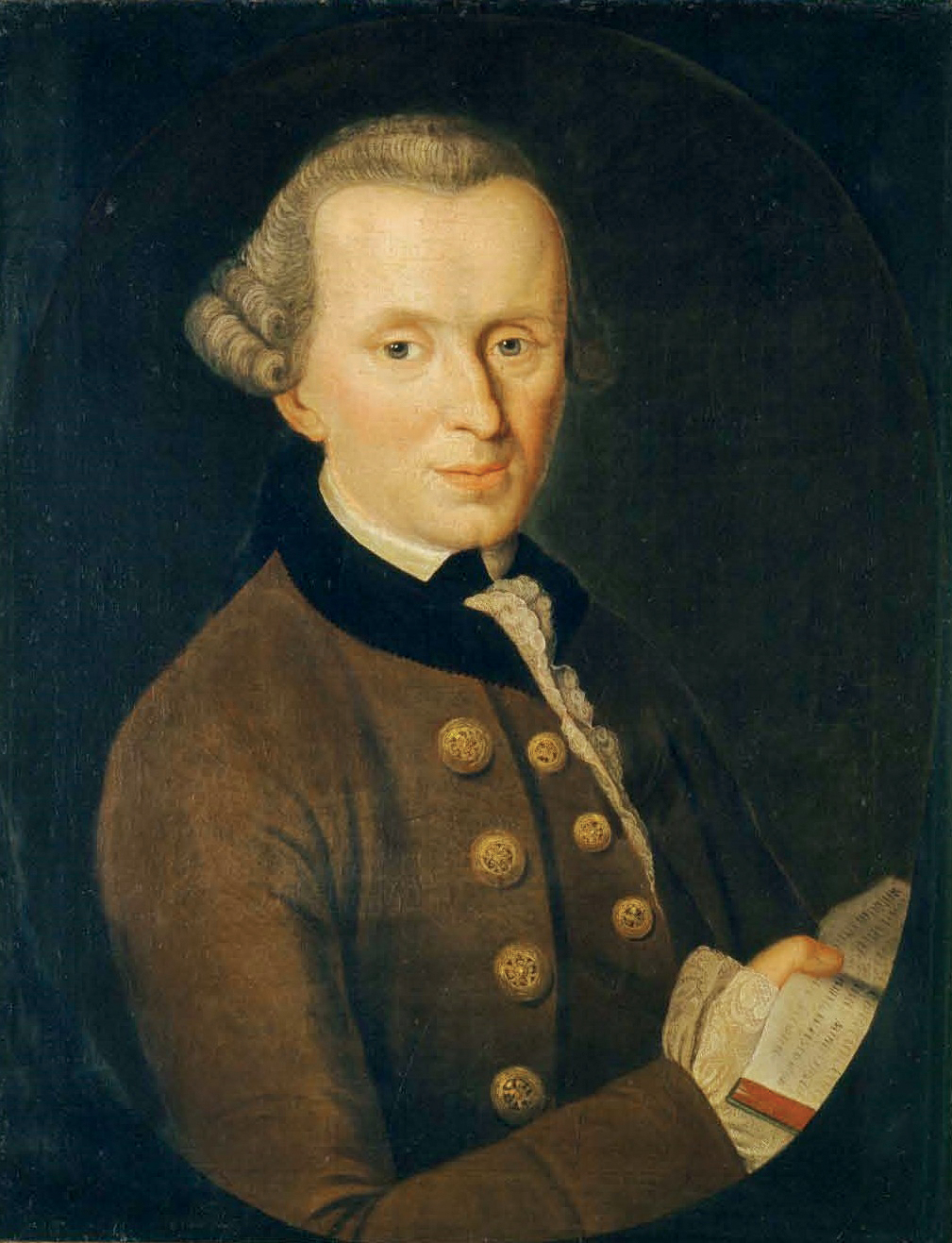
امانوئل کانت از فیلسوفان عقل‌محور و نویسندهٔ کتب سه‌گانهٔ نقد عقل - او تباری آلمانی داشت.

معقولیت (انگلیسی: Intelligibility)، معقولیت صفت معقول است. اصل معقولیت کلی در اصطلاح فوّیه (A .Fouillee) عبارت است از ایمان به معقولیت همه چیز.

## عقل‏
معنی معقولیت این است که هر چه موجود است می‌توان آن را به قوانین اساسی عقل بازگرداند، خواه مقصود عقل انسانی باشد و خواه عقلی برتر از عقل انسانی. به طوری که اگر فیلسوف در مورد یکی از اشیاء عینی شک کند، در مورد معقولیت آن در درون خود، شک نمی‌کند. بلکه در مورد قدرت و توانائی خود در درک و شناخت اشیاء شک می‌کند.
اگر گفته شود شیء دارای معقولیت است، مقصود این است که شیء دارای یک صورت عقلی است که می‌توان بر اساس آن، شیء را تفسیر کرد.

## معقولیت کل
اصل معقولیت کل، شبیه اصل سبب کافی است که مورد اعتقاد لایب نیتس بوده‌است و عبارت است از قول به اینکه: هر چیزی دارای یک سبب کافی است که وجود آن متوقف بر آن سبب است. به این معنی که وجود حقیقی، وجود معقول است یعنی می‌توان آن را به قوانین عقل ارجاع کرد. فرقی نیست بین اینکه بگوییم وجود معقول است، یا معقول موجود است؛ زیرا در نظریه معقولیت عام، معقول و موجود یک چیز است.

## علت و معلول
ابن سینا گوید: «معلول هر چیزی است که وجود آن از غیر خود باشد، و وجود آن غیر، از او نباشد. و اینکه می‌گوییم از او نباشد غیر از این است که بگوییم با او نباشد»
معلول به معنی اثر و نتیجه است و چیزی است که از علت معینی به وجود آید و یکی از طرفین رابطه علیت است. «معلول پایانی معلولی است که علت هیچ شیئی نباشد».

## جان کیکس
بنابر نظریه متعارف، تطابق با منطق شرط لازم و ضروری هرگونه باور معقولی است.
در نظر «جان کیکس (ککس)» (John Kekes) منطق بدان‌گونه که ادعا می‌شود معیار معقولیت نیست. و معتقد است باورهای معقولی وجود دارند که قواعد اساسی منطق را نقض می‌کنند.
منظور کیکس از منطق، همین منطق معمول و متعارف، یعنی آن چیزی است که در ارغنون ارسطو و اصول ریاضیات برتراند راسل و آلفرد نورث وایتهد گنجانده شده‌است. سازگاری با منطق نیازمند آگاهی از قواعد منطقی نیست، بلکه نیازمند مراعات این قواعد است.
وی فهم‌پذیری «intelligibility» را بعنوان علامت و نشانه‌ای برای معقولیت در نظر می‌گیرد. در نظر او، یک باور در صورتی معقول است که بتوان آن را درک کرد و علاوه بر آن، قابل تبیین باشد.
داوری و حکم به معقولیت و فهم‌پذیری سلبا و ایجابا باید با هم باشند.